# 에스테반 파레데스
에스테반 에프라인 파레데스 킨타니야(스페인어: Esteban Efraín Paredes Quintanilla esˈteβan paˈɾeðes[*], 1980년 8월 1일, 산티아고 ~)는 칠레의 전 축구 선수로, 과거 스트라이커로 활약했다.

## 국가대표팀 경력

### 국가대표팀 득점 기록
| 골 | 날짜             | 경기장                                              | 상대       | 점수 | 결과 | 대회                      |
| -- | ---------------- | --------------------------------------------------- | ---------- | ---- | ---- | ------------------------- |
| 1  | 2009년 8월 12일  | 브뢴비 스타디온, 브뢴비, 덴마크                     | 덴마크     | 0–1  | 1–2  | 친선경기                  |
| 2  | 2009년 11월 4일  | 에스타디오 CAP, 탈카와노, 칠레                      | 파라과이   | 2–1  | 2–1  | 친선경기                  |
| 3  | 2009년 11월 19일 | 슈타디온 포트 두브뇸, 질리나, 슬로바키아            | 슬로바키아 | 1–2  | 1–2  | 친선경기                  |
| 4  | 2010년 1월 20일  | 에스타디오 프란시스코 산체스 루모로소, 코킴보, 칠레 | 파나마     | 1–0  | 2–1  | 친선경기                  |
| 5  | 2010년 1월 20일  | 에스타디오 프란시스코 산체스 루모로소, 코킴보, 칠레 | 파나마     | 2–0  | 2–1  | 친선경기                  |
| 6  | 2010년 5월 30일  | 에스타디오 넬손 오야르순, 치얀, 칠레                | 북아일랜드 | 1–0  | 1–0  | 친선경기                  |
| 7  | 2011년 1월 23일  | 홈디팟 센터, 로스앤젤레스, 미국                     | 미국       | 0–1  | 1–1  | 친선경기                  |
| 8  | 2011년 7월 4일   | 에스타디오 델 비센테나리오, 산후안, 아르헨티나      | 멕시코     | 1–1  | 2–1  | 2011년 코파 아메리카      |
| 9  | 2012년 3월 21일  | 에스타디오 카를로스 디트보른, 아리카, 칠레          | 페루       | 1–0  | 3–1  | 친선경기                  |
| 10 | 2013년 3월 26일  | 에스타디오 나시오날, 산티아고, 칠레                 | 우루과이   | 1–0  | 2–0  | 2014년 FIFA 월드컵 예선전 |

## 수상

### 클럽
푸에르토 몬트
- 프리메라 B: 2002

파추카 주니어스
- 토르네오 데 아센소: 2004

산티아고 모닝
- 프리메라 B: 2005

콜로-콜로
- 프리메라 디비시온: 2009 클라우수라, 2014 클라우수라

### 개인
- 칠레 프리메라 B 디비시온 최다 득점자: 2005[1]
- 칠레 프리메라 디비시온 최다 득점자: 2009 아페르투라, 2011 클라우수라, 2014 클라우수라
- 엘 그라코 칠레 프리메라 디비시온 올해의 팀: 2009,[2] 2011[3]
- 비센테나리오 메달: 2010
- ANFP 칠레 프리메라 디비시온 올해의 팀: 2011
- ANFP 칠레 프리메라 디비시온 골든 부트: 2011
- 멕시코 프리메라 디비시온 최다 득점자 (1): 2012 아페르투라